# Kanton Rochefort-Centre
Der Kanton Rochefort-Centre war bis 2015 ein französischer wahlkreis im Département Charente-Maritime und in der damaligen Region Poitou-Charentes. Er umfasste einen Teil der Stadt Rochefort im Arrondissement Rochefort. Die landesweiten Änderungen in der Zusammensetzung der Kantone brachten im März 2015 seine Auflösung. Vertreter im Generalrat des Départements war zuletzt für die Jahre 1985–2015 Jean-Louis Frot.